# Saison 1995-1996 du Boucau Tarnos stade
 (août 2010).
Cette page présente la saison 1995-1996 du Boucau Tarnos stade en Championnat de France de rugby à XV de 2e division.

## Transferts
| Joueur              | Poste      | Destination                  |
| Jean-Paul Bertin    | pilier     | CA Bègles                    |
| Hirigoyen           | 3e ligne   | retour au Biarritz olympique |
| Jean-Marie Capdepuy | Entraîneur | Stade montois                |

| Joueur | Poste    | Destination      |
| Lerdou | 2e ligne | Aviron bayonnais |

## La saison
Le BTS a retrouvé la 2e Division. Il est dans une poule composée de Langon, Cambo, Mouguerre, Gujan-Mestras, Mugron, Mauléon, Captieux, Pontacq & Salles.
| Adversaires   | Résultats Domicile | Résultats Extérieur |
| Langon        | Gagné 21 à 10      |                     |
| Cambo         | Gagné 19 à 9       | Gagné 5 à 26        |
| Mouguerre     | Perdu 23 à 28      | Perdu 9 à 6         |
| Gujan-Mestras |                    | Perdu 21 à 9        |
| Mugron        | Gagné 13 à 6       | Gagné 13 à 18       |
| Mauléon       | Gagné 17 à 9       | Perdu 35 à 9        |
| Captieux      | Gagné 54 à 11      | Perdu 26 à 20       |
| Pontacq       | Gagné 17 à 3       | Perdu 28 à 17       |
| Salles        | Perdu 15 à 22      | Perdu 21 à 18       |

Terminant 6e de sa Poule le BS (à la surprise générale) ne se qualifie pas pour les phases finales. À la fin de cette saison, Didier Pouyau à 34 ans arrête sa carrière de joueur. Il commence une autre d’entraîneur/Educateur au BTS.

## Effectif
| Joueurs ayant joué en 1re cette saison-là |
| --- |
| Elissalde, Mouesca, Despiau, Vadillo, Durritçague, Sanchez, Lerdoux, Bizauta, P.Navarron, Réchou, S.Durquéty, Brisé, Lassus, Lavigne, Lourtet, L.Larrouy, Pouyau, Lion, San Juan, T Lagarde, Sallenave, Errecart, Lasplacette, Cazeaux, Dupouy, Navarron, Lafourcade, Garisoin. |